# 鏡面拋光

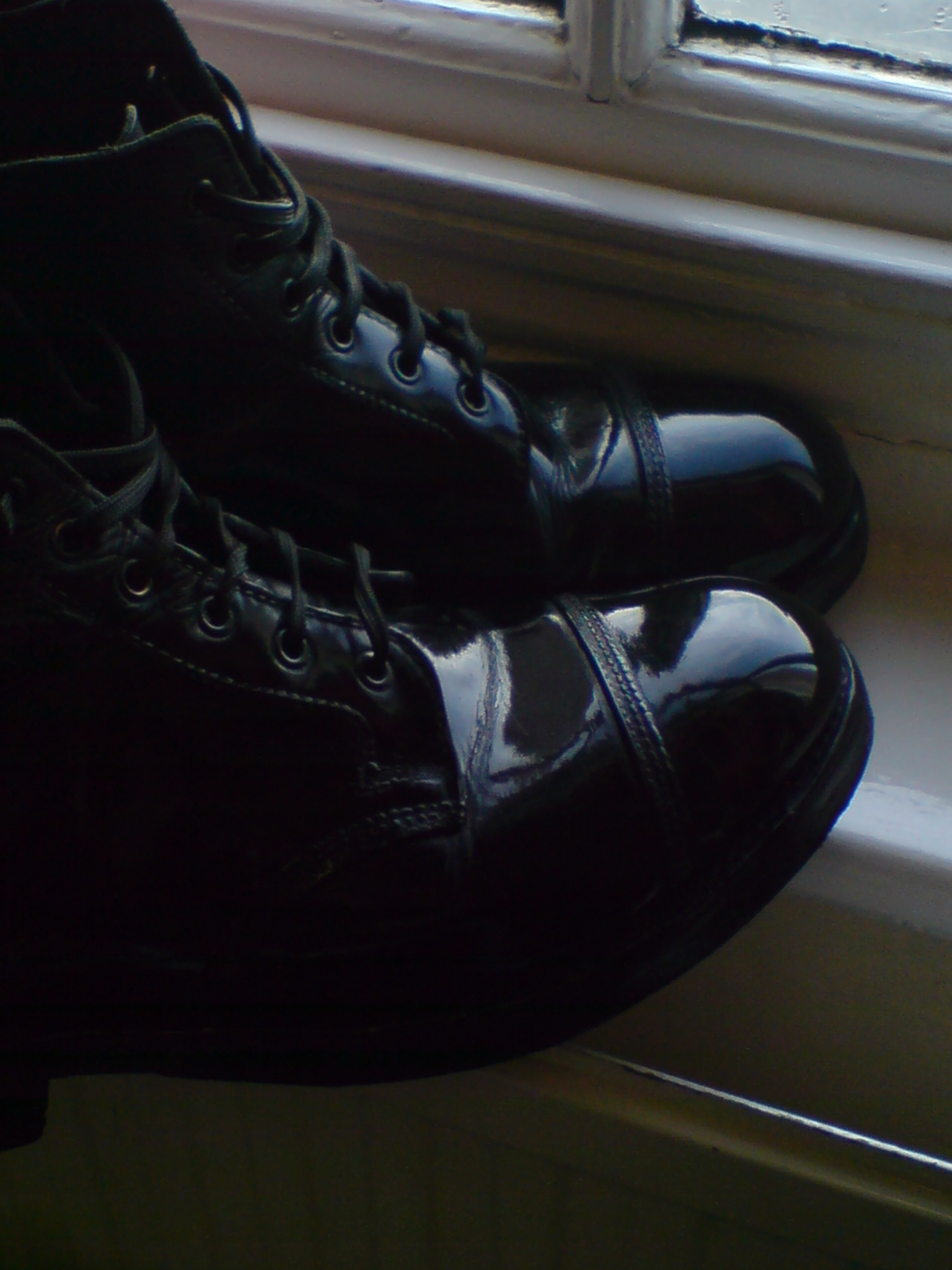
一對經打蠟後的軍靴

鏡面拋光是一個令皮革表面產生類似鏡面效果的打蠟拋光方法。通常軍人會對一些皮革配件（例如斜跨皮帶）及軍靴作此類拋光以作制服檢查。
完成鏡面拋光後，皮革表面應有如鏡面一般的平滑反射，有如漆皮表面。這類拋光一般需要多層薄薄的鞋油層，同時亦需要反復的練習才可以達成這種效果。